# Gunnar Edander
Gunnar Alve Edander, född 3 februari 1942 i Sankt Görans församling i Stockholm, är en svensk kompositör.
Edander studerade vid Adolf Fredriks musikskola; han fortsatte sedan studierna med en fil. kand. i musikvetenskap, teatervetenskap och konstvetenskap. Han har komponerat musik till ett 100-tal teaterföreställningar bland annat Jösses flickor och många filmer och TV-produktioner. Därtill kommer en lång rad LP och CD. 
Edander arbetade först som kompositör och musiker för den fria teatergruppen Fickteatern, för att senare arbeta vid Stockholms stadsteater och Unga Klara. Numera är han frilanskompositör. Han har varit gift med skådespelerskan Lottie Ejebrant.

## Teatermusik (i urval)
- 1971 - Tjejsnack
- 1972 - Bellman, Blomman, Baby och Bruden
- 1973 - Kärleksföreställningen
- 1974 - Jösses flickor
- 1975 - Medeas barn
- 1977 - Lazarillo
- 1977 - Prins Sorgfri
- 1978 - Svettiga tigern (även för TV)
- 1978 - Barnen från Frostmofjället
- 1979 - Fabriksflickorna
- 1981 - Fläskhästarna
- 1982 - Underjordens leende
- 1982 - Aniara
- 1983 - En ren flicka
- 1984 - Hitlers barndom del I och II
- 1987 - Kurage och hennes barn
- 1987 - Hallå! Hallå!
- 1988 - Århundradets kärlekshistoria
- 1988 - En uppstoppad hund
- 1991 - Lilla Boye
- 1992 - Djävla karl!!!
- 1992 - Katter
- 1994 - Beslutet
- 1996 - Harriet L.
- 1997 - Trettondagsafton
- 1999 - Den öronlöse saångaren (Barnopera)
- 2003 - Sonja! Sonja!
- 2003 - Sonjas ansikte
- 2008 - Kärleksköparen - Fröding naked
- 2009 - Spisa Strindberg - Min middag med August
- 2012  - Anna & Berta - en konstmusikal
- 2016  - Kant - Barnet och den stora gåtan

## Filmmusik (i urval)
- 1982 – Mamma
- 1983 – Smärtgränsen
- 1986 – Ester – om John Bauers hustru
- 1986 – Moa
- 1987 – Barnen från Jordbro
- 1988 – Behöriga äga ej tillträde
- 1988 – Tillbaka till Jordbro
- 1989 – Brev till paradiset
- 1989 – Exil – en mors berättelse
- 1989 – Peter och Petra
- 1990 – Tåg till himlen
- 1992 – Det var en gång en liten flicka
- 1993 – Kalle och änglarna
- 1996 – Wiedersehen in Hildburghausen
- 1999 – Örjan, den höjdrädde örnen
- 2000 – Lillemor – makten och härligheten
- 2001 – Filmstaden

### Fotnoter
1. ↑  ”Gunnar Edander”. Svensk Filmdatabas. http://sfi.se/sv/svensk-filmdatabas/Item/?type=PERSON&itemid=89582&ref=%2ftemplates%2fSwedishFilmSearchResult.aspx%3fid%3d1225%26epslanguage%3dsv%26searchword%3dgunnar+edander%26type%3dPerson%26match%3dBegin%26page%3d1%26prom%3dFalse. Läst 22 maj 2013.